# Grand Tour (програма)

Траєкторії польотів «Вояджера-1» та «Вояджера-2».

Grand Tour (Великий тур, Велика подорож) — програма НАСА, яка передбачала відправлення двох груп роботизованих космічних апаратів до всіх планет зовнішньої Сонячної системи. Програма передбачала запуск чотирьох космічних апаратів, два з яких мали відвідати Юпітер, Сатурн і Плутон, а два інших — Юпітер, Уран і Нептун. Величезна вартість проєкту, близько 1 мільярда доларів, зумовила його скасування і заміни проєктом Mariner Jupiter-Saturn, який згодом став програмою «Вояджер».

## Передісторія
Концепція «Великого туру» виникла у 1964 році, коли Гері Фландро, інженер Лабораторії реактивного руху (JPL) зазначив, що наприкінці 1970-х років Юпітер, Сатурн, Уран і Нептун розташуються так, що за рахунок гравітаційних маневрів направлений в їхній бік космічний апарат зможе відвідати всі зовнішні планети. Таке взаємне розташування планет відбувається раз на 175 років. До 1966 року Лабораторія реактивного руху просувала цей проєкт, зазначаючи, що він дасть змогу провести повне дослідження зовнішніх планет за менший час і за менші гроші, ніж виправлення зондів до кожної планети окремо.

## Grand Tour
У 1969 році НАСА створило Робочу групу з дослідження зовнішніх планет (Outer Planets Working Group), яка підтримала концепцію двох місій, кожна з яких мала відвідати по три планети (зокрема й Плутон, який на той час ще вважався планетою). Ці місії отримали назву Grand Tour (Великий тур). Одна з них мала стартувати в 1977 році і відвідати Юпітер, Сатурн і Плутон, а інша — стартувати в 1979 році і відвідати Юпітер, Уран і Нептун. Запуск у цей час дав би змогу скоротити загальну тривалість місії порівняно з одним Великим туром майже вдвічі — з понад 13 років до 7,5 років. Крім того, Робоча група закликала до розробки нового космічного апарата для здійснення пролітних місій. Ці апарати, які отримали назву «Термоелектричні космічні апарати для дослідження зовнішніх планет» (Thermoelectric Outer Planets Spacecraft — TOPS), розроблялися в Лабораторії реактивного руху і мали розрахований термін експлуатації понад десять років.
План був викладений у звіті 23 вчених, опублікованому 3 серпня 1969 року. Дослідницьку групу очолювали Джеймс ван Аллен з Університету Айови та Гордон Макдональд з Каліфорнійського університету в Санта-Барбарі. 7 березня 1970 року президент США Річард Ніксон підтримав концепцію Білого дому в заяві, опублікованій 7 березня 1970 року.
До 1971 року орієнтовна вартість Grand Tour становила від 750 до 900 млн дол., плюс понад 100 млн дол. на запуск космічного корабля. Через тиск Конгресу в поєднанні з внутрішньою конкуренцією з боку нещодавно затвердженої програми «Спейс Шаттл» у грудні 1971 року було ухвалено рішення скасувати проєкт. Grand Tour і TOPS замінили пропозицією відвідати лише дві планети за допомогою двох зондів «Марінер». 

## Проєкт «Марінер— Юпітер— Сатурн»
Проєкт «Марінер — Юпітер — Сатурн» (Mariner Jupiter-Saturn), затверджений на початку 1972 року, мав оціночну вартість менше ніж 360 млн дол. за кожний із двох зондів. Лабораторія реактивного руху планувала побудувати їх так, щоб вони прослужили достатньо довго для завершення початкового Великого туру повз чотири зовнішні планети, але, щоб зменшити загальну вартість проєкту, просував їх як місії тільки до Юпітера і Сатурна.
Зонди мали відвідати Юпітер, Сатурн і Титан, супутник Сатурна. Титан був цінною ціллю, оскільки це єдиний супутник, який має атмосферу, і проліт повз нього дав би змогу зібрати інформацію, яку інакше неможливо було отримати, зокрема про щільність, склад і температуру його атмосфери.
Було обрано дві траєкторії польотів. Одна з них отримала назву JST (Jupiter-Saturn-Titan): нею зонд мав дістатися Юпітера, Сатурна і Титана, причому траєкторія зонда була прокладена так, щоб оптимізувати проліт повз Титан. Друга — JSX (Jupiter-Saturn-eXtension): вона зберігала можливість Великого туру і передбачала можливе подовження польоту. Оскільки другий зонд летів пізніше, було доречно скористуватися результатами польоту першого зонда: якби політ JST виявився успішним, з'являлася можливість влаштувати Великий тур, а якби невдалим, зберігалася можливість перебудувати JSX так, щоб другий зонд пролетів повз Титан, але це виключало б можливість Великого туру.
У березні 1977 року, лише за кілька місяців до запуску, НАСА провело конкурс на перейменування проєкту.

## «Вояджер»

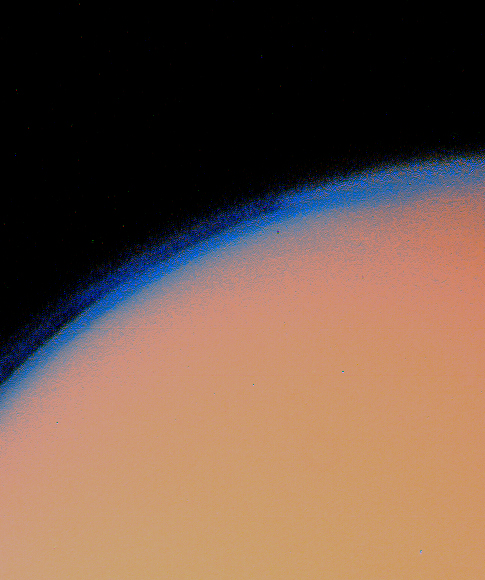
Вид на Титан з «Вояджера-1»

Обидва запущені космічні апарати зберегли однакову концепцію місії. Курс «Вояджера-1» був оптимізований для прольоту повз Титан, а «Вояджера-2» — для Великого туру. «Вояджер-2» досяг Сатурна через дев'ять місяців після «Вояджера-1»; цей час дав змогу вирішити, чи варто продовжувати Великий тур. Крім того, оскільки «Вояджер-2» був запущений першим, запуск «Вояджера-1» можна було перенацілити на виконання Великого туру, якби «Вояджер-2» був втрачений через невдалий запуск. Була передбачена можливість прокласти траєкторію польоту «Вояджера-1» не повз Титан, а після Сатурна одразу направити його до Плутона, хоча Титан все ж вважався цікавішою ціллю, особливо після того, як на зображеннях з «Піонера-11» було виявленого його дуже потужну атмосферу.

## Планети, які планувалося відвідати в рамках Великого туру

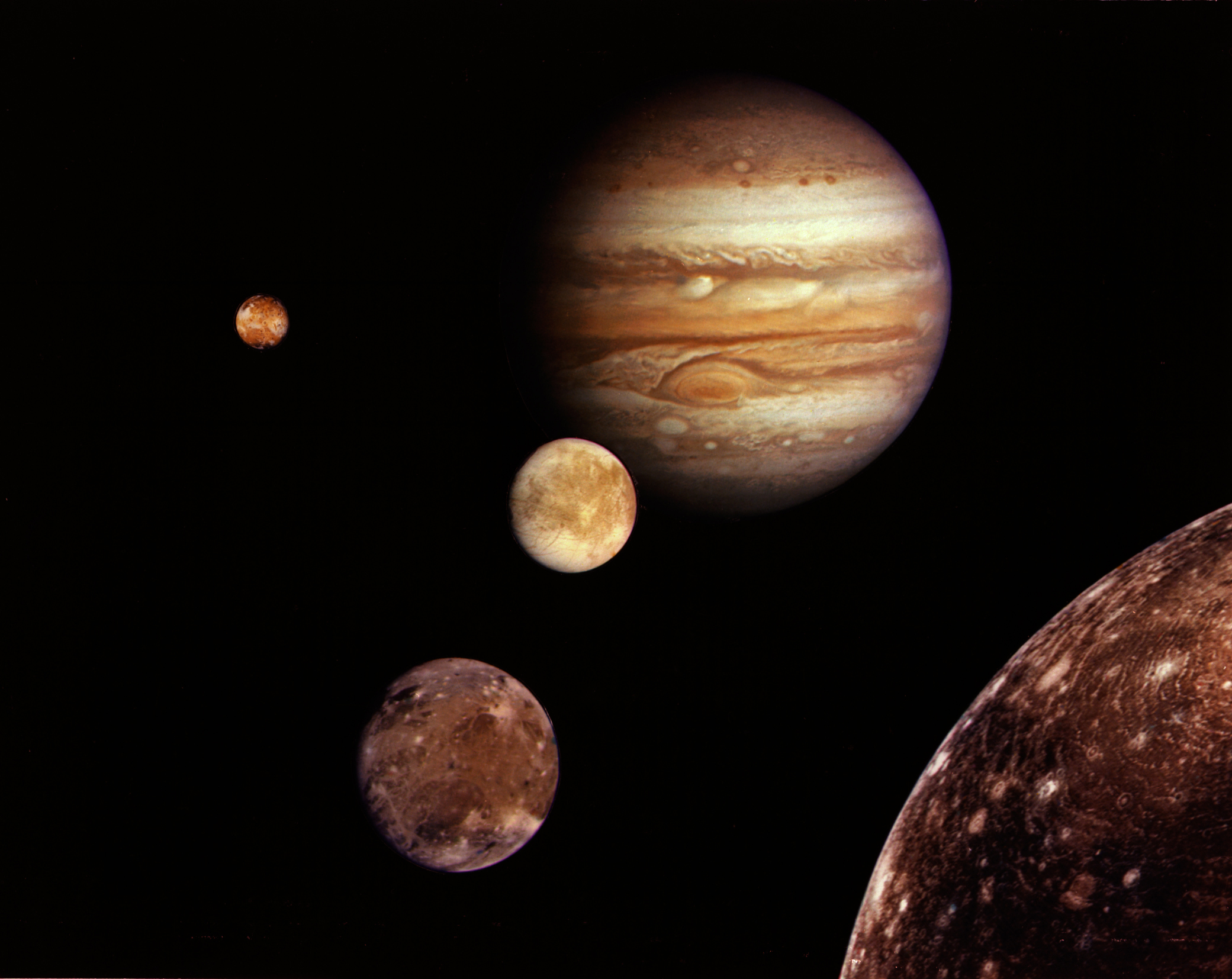
Юпітер («Вояджер-1», березень 1979 року) Це зображення є монтажем кількох знімків, зроблених «Вояджером-1», а не одним знімком.
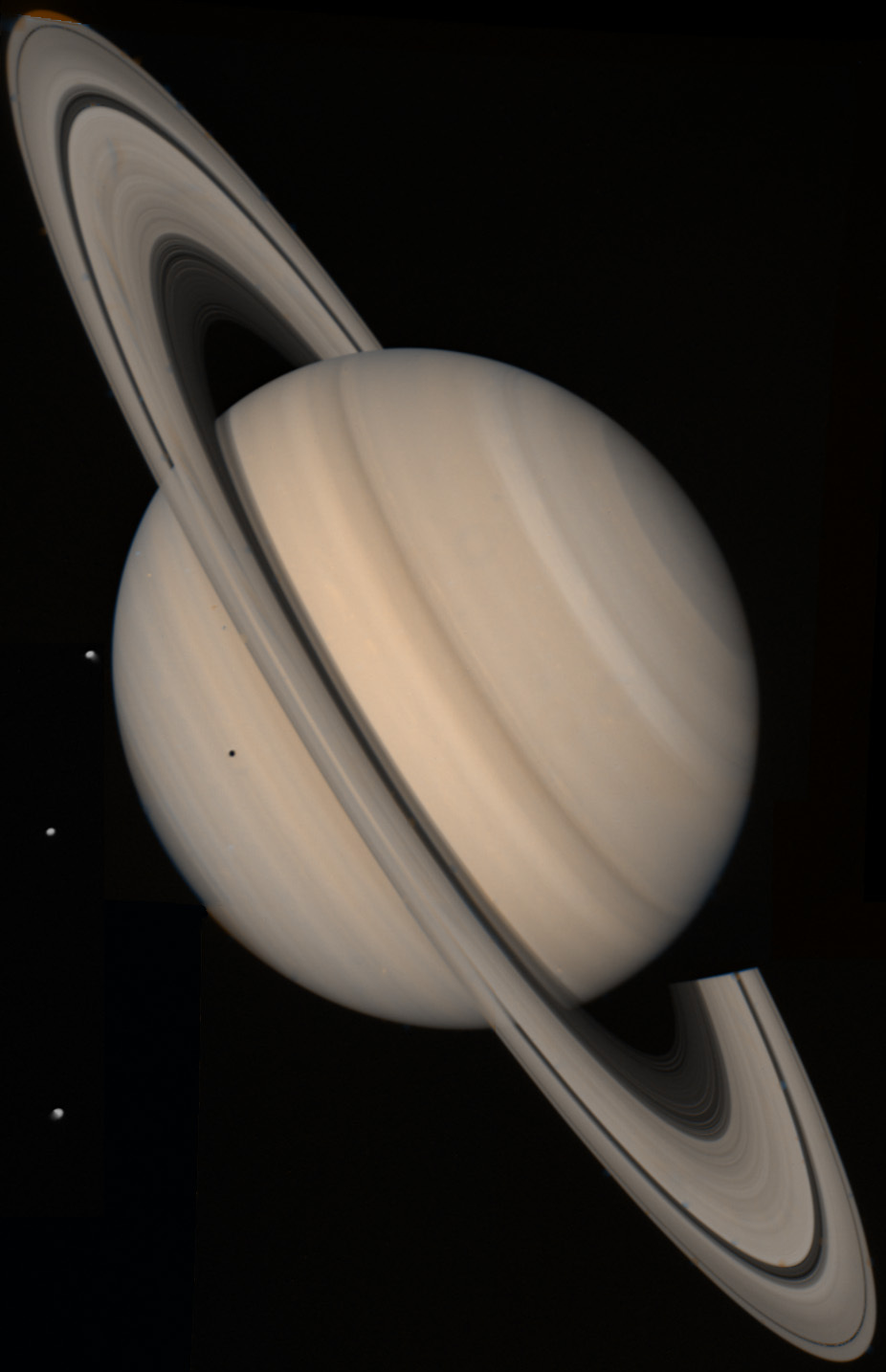
Сатурн («Вояджер-2», серпень 1981 року).
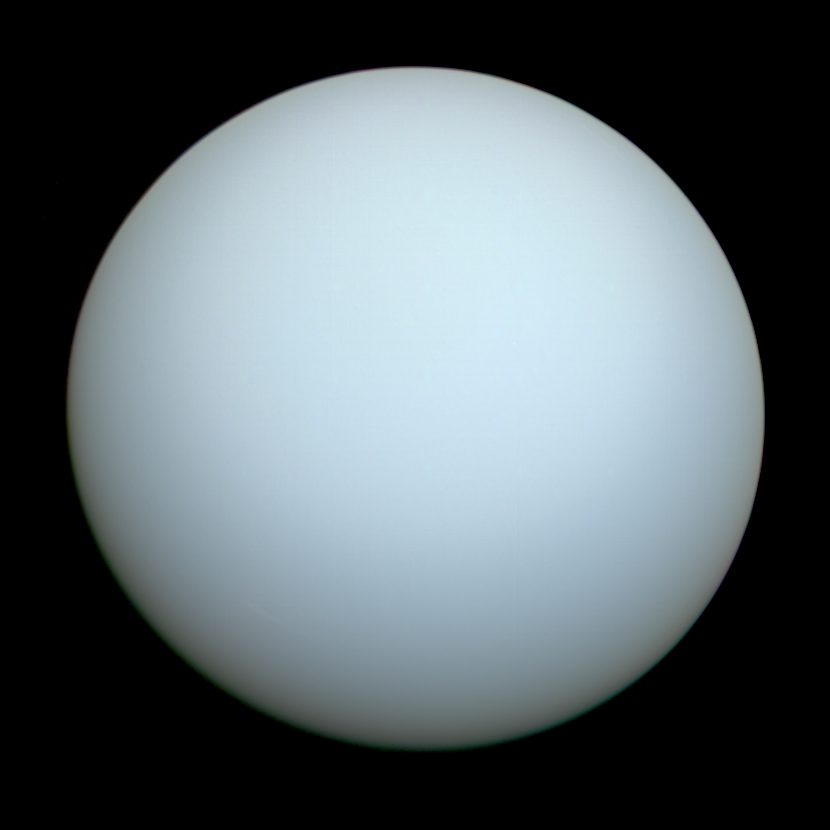
Уран («Вояджер-2», січень 1986 року).
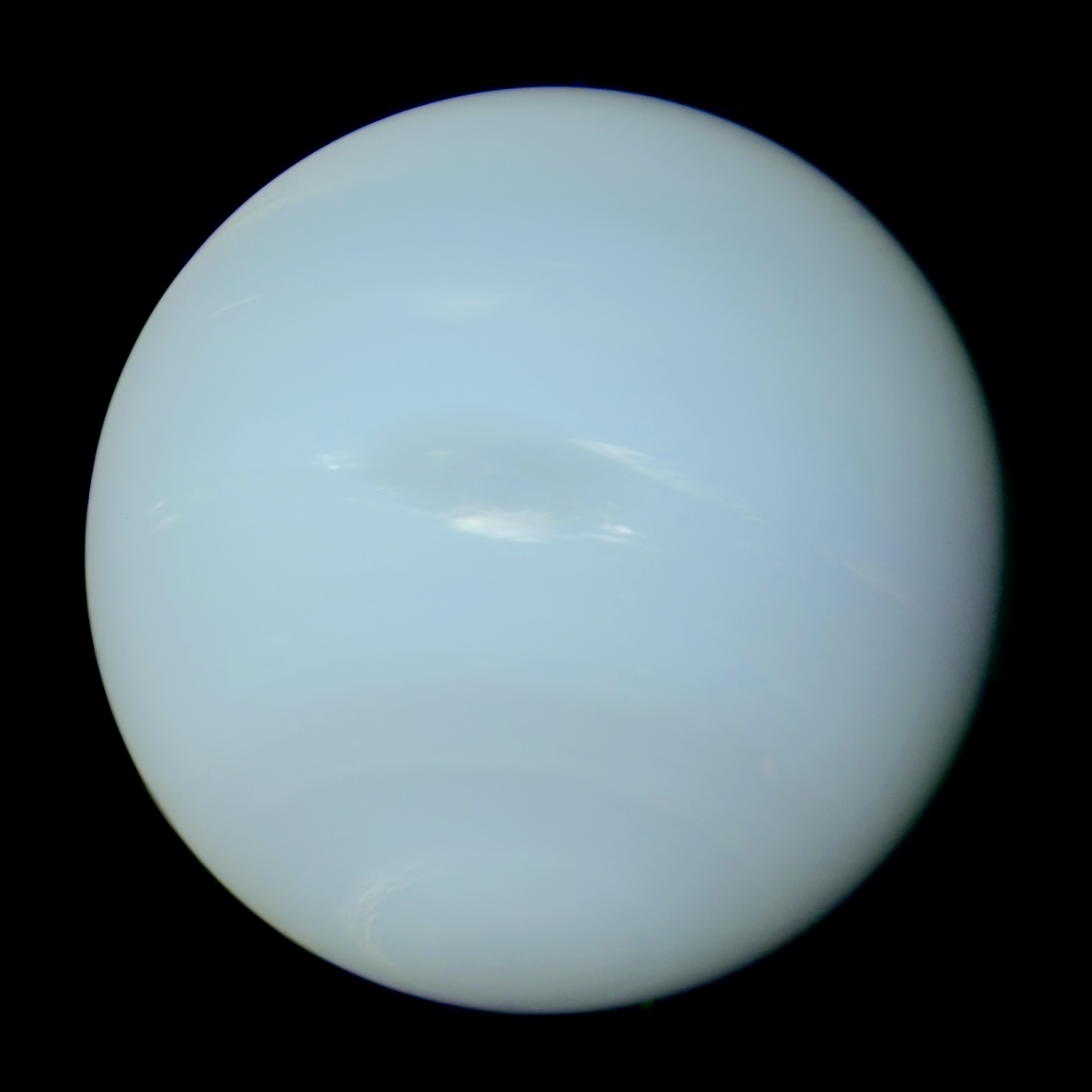
Нептун («Вояджер-2», серпень 1989 року).
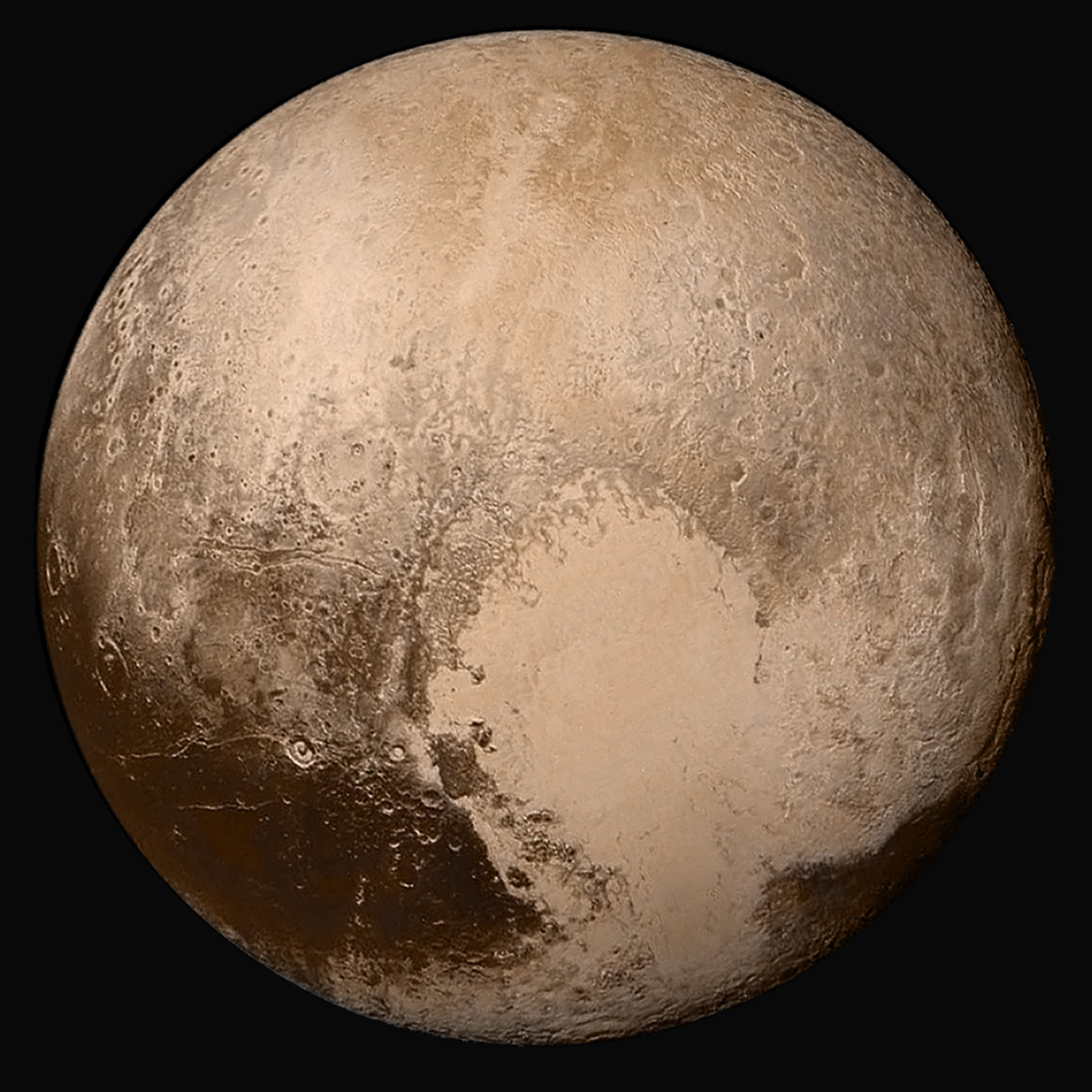
Плутон (зображення апарата місії New Horizons, липень 2015 року).

Примітка. У той момент, коли був запропонований Великий тур і коли був запущений New Horizons, Плутон ще класифікувався як планета.